# Dennis Christu
Dennis Christu (* 27. července 1989 Larisa), uváděný také jako Denis Christu, je bývalý český fotbalista a mládežnický reprezentant s řeckými kořeny (po otci).

## Hráčská kariéra
Začínal ve Slovanu Záblatí a dále hrál za TJ Bohumín, odkud se přesunul do Baníku Ostrava. Dařilo se mu v dorostenecké lize a poté nastupoval za B-mužstvo Baníku v divizi a MSFL. Na jaře 2010 hostoval na Slovensku v MŠK Žilina, se kterým získal mistrovský titul. Tamtéž strávil podzim 2010 (B-mužstvo). Na jaře 2011 si v dresu ostravského Baníku připsal dva prvoligové starty v domácí nejvyšší soutěži, do A-mužstva se však trvaleji neprosadil. Na podzim 2011 se krátce mihl v SK Sulko Zábřeh a dohrál jej v divizních Mikulovicích. Na jaře 2012 nastupoval opět v MSFL za Baník Ostrava „B“. Před sezonou 2012/13 přestoupil do třetiligového Třince, kterému svým gólem pomohl vyřadit ostravský Baník z domácího poháru. Pro jarní část sezony 2012/13 byl zapůjčen Českému Těšínu, za nějž dal šest branek v Přeboru Moravskoslezského kraje. Na podzim 2013 hrál druhou slovenskou ligu za MFK Tatran Liptovský Mikuláš, odkud se vrátil do Třince, kde hrál Juniorskou ligu. Před sezonou 2014/15 posílil SK Dětmarovice, v jejichž dresu vstřelil třináct branek v Přeboru Moravskoslezského kraje (2014/15: 12, 2015/16: 1) a ukončil hráčskou kariéru.

### Reprezentace
V letech 2004–2006 byl členem mládežnických reprezentací České republiky. Nastupoval za reprezentační výběry do 16 let (v roce 2004, 2 starty/žádný gól), do 17 let (2005, 2/1) a do 18 let (2006, 3/0).

### Prvoligová bilance
| Ročník          | Zápasy | Góly | Minuty | Klub             |
| --------------- | ------ | ---- | ------ | ---------------- |
| I. liga 2009/10 | 4      | 0    | 114    | MŠK Žilina       |
| I. liga 2010/11 | 2      | 0    | 70     | FC Baník Ostrava |
| CELKEM I. LIGA  | 2      | 0    | 70     |                  |
| CELKEM I. LIGA  | 4      | 0    | 114    |                  |